# Євростат
Євростат (англ. European Statistical Office, Eurostat) — статистична організація Європейської Комісії з офісом у Люксембурзі.
Євростат утворено в 1972 році. Попередниками цієї організації були:
- Статистичний офіс Європейського співтовариства (англ. Statistical Office of the European Community (SOEC)) — 1959—1972
- Статистична секція (англ. Statistical Division) — 1954—1959
- Статистична служба Європейської спільноти з вугілля та сталі (англ. European Community of Steel and Coal Statistical services) — 1952—1954

Завдання Євростату:
- Прогнози і статистичний аналіз, істотні при прийнятті рішень іншими інституціями ЄС.
- Координування діяльності статистичних організацій країн — членів ЄС з метою стандартизації методики досліджень та консолідування даних цих організацій

Генеральним директором є Вальтер Радермахер (Walter Radermacher). Євростат складається з семи директоратів.